# Pseudoxyrhophiidae
Pseudoxyrhophiidae – rodzina węży z nadrodziny Elapoidea w obrębie rzędu łuskonośnych (Squamata).

## Rozmieszczenie geograficzne
Rodzina obejmuje gatunki występujące w Afryce (w większości na Madagaskarze). 

## Systematyka

### Podział systematyczny
Do rodziny należą następujące rodzaje:

- Alluaudina Mocquard, 1894
- Amplorhinus Smith, 1847 – jedynym przedstawicielem jest Amplorhinus multimaculatus Smith, 1847
- Brygophis Domergue & Bour, 1989 – jedynym przedstawicielem jest Brygophis coulangesi (Domergue, 1988)
- Compsophis Mocquard, 1894
- Ditypophis Günther, 1881 – jedynym przedstawicielem jest Ditypophis vivax Günther, 1881
- Dromicodryas Boulenger, 1893
- Duberria Fitzinger, 1826
- Elapotinus Jan, 1862 – jedynym przedstawicielem jest Elapotinus picteti Jan, 1862
- Heteroliodon Boettger, 1913
- Ithycyphus Günther, 1873
- Langaha Bonnaterre, 1790
- Leioheterodon Duméril, Bibron & Duméril, 1854
- Liophidium Boulenger, 1896
- Liopholidophis Mocquard, 1904
- Lycodryas Günther, 1879
- Madagascarophis Mertens, 1952
- Micropisthodon Mocquard, 1894 – jedynym przedstawicielem jest Micropisthodon ochraceus Mocquard, 1894
- Pararhadinaea Boettger, 1898 – jedynym przedstawicielem jest Pararhadinaea melanogaster Boettger, 1898
- Parastenophis Domergue, 1995 – jedynym przedstawicielem jest Parastenophis betsileanus (Günther, 1880)
- Phisalixella Domergue, 1995
- Pseudoxyrhopus Günther, 1881
- Thamnosophis Jan, 1863